# Гегемонна маскулінність
Гегемонна (домінантна, домінуюча) маскулінність (англ. hegemonic masculinity) — уявлення про чоловічі риси, що наразі знаходиться на вершині ієрархії і яку позділяє більша частина групи. 
Це «конфігурація гендерної практики, що втілює актуальну на цей момент відповідь на питання щодо легітимності патріархату, яка гарантує домінантне становище чоловіків та субординацію жінок».
Гегемонна маскулінність займає домінуючу позицію ієрархії відносин статей. Вона здатна змінюватися та варіюватися з часом, але це та позиція, яку потрібно весь час доводити перед іншими чоловіками.
За словами соціологині та викладачки курсу в НаУКМА «Вступ до чоловічих студій», Тамари Марценюк: «Р. Коннел розглядає такі відносини між маскулінностями: гегемонія, субординація, співучасть, маргіналізація. Гегемонна маскулінність — це маскулінність, що займає домінуючу позицію у певній моделі гендерних відносин. Вона не є стійкою позицією, схильна змінюватися. Окрім того, це владна позиція, яку слід повсякчас доводити, передусім, перед іншими чоловіками. Цитуючи основні ідеї праці Майкла Кіммела „Гендероване суспільство“ , слід зазначити, що недостатньо говорити про різні маскулінності (тобто відмінності між чоловіками), слід акцентувати увагу на нерівностях (ієрархічних, владних відносинах між маскулінностями). Чоловіки відрізняються за низкою ознак, як-от вік, етнічна приналежність, сексуальна орієнтація, стан здоров'я, регіон походження тощо».

## Історія
Поняття гегемонної маскулінності ввела австралійська соціологиня Рейвін Коннелл у 1990 році у полі дискусії щодо конструювання маскулінності та чоловічих тіл. Дана концепція розглядається як історично плинний соціальний конструкт, тобто вона має властивість змінюватися з часом. Наприклад, ідеал гегемонної маскулінності у США другої половини ХХ ст. — білий чоловік, протестант, представник середнього класу. На наш час ідеалом гегемонної маскулінності США є білий гетеросексуальний чоловік середнього класу.
Ранні дослідження маскулінності розпочалися ще до XVIII ст., коли жінки розглядалися як протилежні чоловікам — «іншими»: неідеальні, слабкі, безкорисні, гірші.
Характерними ознаками гегемонної маскулінності Коннел визначає:
- Утвердження чоловічої влади над жінками та підлеглими чоловіками;
- Культ фізичної сили;
- Схильність до насильства;
- Емоційна невиразність;
- Висока конкурентність.

## Теорія гегемонної маскулінності
Принципи теорії гегемонної маскулінності за Робертом Бреноном:
- 1. «без бабства» («no sissy stuff») — чоловік має уникати усього фемінного;
- 2. «великий бос» («the big wheel») — чоловік має досягти успіху та випереджати інших чоловіків;
- 3. «міцний дуб» («the sturdy oak») — чоловік має бути сильним та не проявляти слабкість;
- 4. «покажи їм!» («give'em hell») — чоловік має не боятися насильства та бути «крутим».

На основі цих принципів розроблено шкалу маскулінності Бренона (The Brannon Masculinity Scale — BMS) зі 110 суджень, спрямованих на вимірювання традиційної маскулінності. Пізніше опитувальник доповнив Дональд Леван, додавши шкалу гомофобії та прийняття деперсоналізованої сексуальності.

## Розвиток маскулінності
Докладніше: Гендерна соціалізація, Гендерні стереотипи, Гендерна роль

### Дитинство
Діти навчаються через взаємодію з іншими дітьми, з раннього віку добре усвідомлюючи, хто такі хлопчики, а хто такі дівчатка. Також діти зазвичай беруть приклад з батьків або людей, які їх виховують, в той час, як хлопчик починає більше рівнятися на батька, а дівчинка на матір. Маючи такі моделі поведінки, вони починають застосовувати їх у своєму повсякденному житті, підтверджуючи гендерну поляризацію та відтворюючи її з покоління в покоління. Велику роль у гендерній поляризації грають гендеровані іграшки, диференціація за кольорами одягу та певне «особливе» ставлення до хлопчиків та дівчат з боку дорослих. Особливо гендерна стереотипізація посилюється, коли діти йдуть в школу (див. Сексизм в освіті). Це робиться через схвалення гегемонної маскулінності, яка несе у собі фізичне панування, силу, конкурентоспроможність, спорт, мужність і агресію.

### Юність
Якщо у ранньому дитинстві хлопчикам потрібно виховуватися відповідно до гендерних норм та усвідомлювати гендерну поляризацію, то у підлітковому віці вже потрібно вписуватися. Потрібно швидко орієнтуватися, потрапляючи у складену ще до них структуру, яка несе в собі взаємодію між статями та домінуюче положення чоловіків. Хлопці у цьому віці організовуються в групи, які займають певне положення в ієрархічній структурі, де хлопці «вищого статусу» вирішують, що є гегемонно маскулінним, а що ні, самі того не усвідомлюючи. Зазвичай, в цьому віці ранг хлопчика і ієрархії визначається його спортивними здібностями.
Зазвичай найбільш маскулінним видом спорту вважається американський футбол, адже саме у цьому футболі більшість його представників є чоловіками, а жінки, якщо і відіграють якусь участь у ньому, то тільки у ролі пасивних глядачок, вболівальниць або сексуалізованої групи підтримки. Американський футбол є дуже насильницьким видом спорту, а насильство вважається переважно чоловічою рисою. Адже існує чимало доказів, що чоловіки більш агресивні та схильні до конкуренції саме через високий вплив тестостерону. Хоча деякі насильницькі види спорту не виключають жінок, наприклад, бокс.

### Дорослість
Згодом, коли підліток стає дорослим, йому потрібно знову «вписуватися», але вже в нове середовище з новими правилами. У дорослому віці більш чітко вимальовується різниця між «справжніми» чоловіками та «іншими», куди також входять і жінки. Тобто гегемонна маскулінність позиціонує деяких чоловіків та усіх жінок — як підлеглих або тих, хто поступаються іншим.
Також одним з шляхів, якими одні чоловіки здобувають домінування над іншими, є залякування (та / чи булінг). Хоча цей спосіб більше виражений у підлітковому віці, вік від нього не страхує. Але якщо у підлітків залякування несе переважно фізичний характер, то у дорослому віці з'являється психологічний тиск. Ці знущання є наслідком бажання одних хлопців бути на вершині будь-якої ієрархії та домінувати над іншими хлопцями, вони мотивуються уявленнями про те, яким має бути чоловік. А ті, хто через певні обставини не підпадають під «норми», і зазнають гноблення іншими. До того ж, прояви сили та утиски інших вважаються переважно чоловічою рисою і є одним з фрагментів гегемонної маскулінності. Хлопці у підлітковому віці повинні діяти по-чоловічому, щоб відповідати ідеалам гегемонної маскулінності, проте якщо вони йтимуть у розріз зі своїми внутрішніми орієнтирами та переконаннями, може у майбутньому негативно позначитися на їхньому психічному здоров'ї.

## Гегемонна маскулінність у сферах життя

### Освіта
Гегемонна маскулінність використовується в освітніх дослідженнях, щоб зрозуміти динаміку життя у класі, включаючи моделі опору та залякування серед хлопців. Вона також використовувалась для вивчення зв'язків з навчальною програмою та труднощів з гендерно нейтральною педагогікою. Гегемонна маскулінність була також використана для розуміння стратегій викладання та педагогічної ідентичності серед вчителів з фізичної культури. Концепція гегемонної маскулінності також була корисною для формування програм профілактики насильства для молоді та програм емоційного навчання для хлопчиків.

#### Школа
В дитячій спільноті, враховуючи школу та клас, існує ієрархія, закріплена за соціально-віковими категоріями учнів, а разом з тим і певні привілеї та можливості, що дають право старшим хлопцям розпоряджатися молодшими. До того ж хлопчики, що належать до «привілейованої» групи, розглядаються як більш маскулінні, «справжні хлопці». Саме вони контролюють та підпорядковують собі «неповноцінних хлопчиків», тим самим проявляючи свою маскулінність, яка в даній ситуації є гегемонною. До найпоширеніших форм знущання у школі відносяться: булінг та хейзинг.

### ЗМІ
Див. також: Мізогінія у мас-медіа
Саме ЗМІ є джерелом репрезентації канонів гегемонної маскулінності. Прикладом цього є популяризація стандартизованих чоловічих образів: тіла та зовнішності. Тіло ідеального чоловіка, представлене зазвичай у ЗМІ, — молоде, сильне та спортивне.

У документальному фільмі 1995 року «The Celluloid Closet» обговорюється зображення гомосексуалів протягом всієї історії кіно. У фільмі Джексона Каца «Жорстокий вигляд: насильство, ЗМІ та криза мужності» він пояснює:
«Ми не можемо показувати ніяких емоцій, окрім гніву. Ми не можемо думати занадто багато чи здаватися розумними. Ми не можемо відступити, коли хтось не поважає нас. Ми маємо показувати, що ми достатньо сильні, щоб завдати фізичного болю та в свою чергу приймати його. Ми маємо бути сексуально агресивними з жінками. І потім нас вчать, що якщо ми вийдемо з цієї рамки, ми ризикуємо бути прийняті за слабких, м'яких, жіночних або геїв»

### Спорт
Див. також: Представлення гендеру у відеоіграх
Середовище професійного спорту є одним з джерел формування канонної маскулінності. Спорт є відображенням стратифікації, ієрархії та конкурентності, характерної для чоловічих груп. Спорт дає можливість хлопцям проявити свою силу та довести її іншим членам спільноти. Саме у спорті проявляється конкурентоспроможність чоловіків серед інших чоловіків.

### Здоров'я
Вплив гегемонної маскулінності на здоров'я чоловіків описав Ігор Кон у статті «Гегемонна маскулінність, як фактор чоловічого нездоров'я». Стан здоров'я чоловіків залежить від встановленого гендерного порядку у суспільстві, розподілу праці та обов'язків серед чоловіків та жінок. Гендерний розподіл є ключовим впливом на розподіл ризиків чоловіків, з огляду на те, яким чином вони використовують та сприймають свої тіла та як вони психологічно адаптуються до хвороб, що виявляє себе у ставленні чоловіків до своїх психологічних та фізіологічних проблем та безпеки. Прикладом цього є небажання чоловіків, які мають певні проблеми зі здоров'ям, звертатися до лікарні або до психолога, аби їх вирішити. Це пояснюється привілейованістю принципу емоційної замкнутості «справжніх чоловіків», який є опонентом до «емоційної відкритості жінок». Емоційний контроль є ключовою рисою «справжнього чоловіка», так само як фізична сила та агресивність. Надмірний контроль емоцій чоловіками призводить до розвитку депресивних станів.
Більшість чоловіків приймають положення традиційної пануючої маскулінності, що пропагує відмінність від жінок як «слабких», а також заохочує таку нездорову поведінку, як пияцтво та невиправданий ризик. Завищені індивідуальні та соціальні стандарти для чоловіків, спрямованість на силове вирішення конфліктів призводять до розвитку та укріплення низки фізіологічних проблем.
Дослідження російських підлітків 15-19 років про порівняння їх нормативних уявлень про маскулінність та їх реальної сексуальної поведінки показало, що маскулінна ідеологія значно корелює з показниками проблемної поведінки: виключення зі школи, надмірна алкоголізація, проблеми з законом, вживання вуличних наркотиків, сексуальна активність, число гетеросексуальних партнерок(-рів) за останній рік та використання сексуального примусу. Поведінка в межах гегемонної маскулінності значно збільшує ризики ІПСШ та ранньої смерті в результаті нещасного випадку або вбивства.

### Армія
Гегемонна маскулінність виявилася важливою в організаційних дослідженнях, оскільки гендерний характер робочих місць і бюрократії все більше актуалізується. Особлива увага приділяється військовим, де специфічні закономірності гегемонної маскулінності були закріплені і залишаються більш проблемними. Ці дослідження показали, що негативні гегемонні характеристики чоловічої статі, пов'язані з насильством і агресією, повинні процвітати у військових всіх звань і в усіх галузях. Крім того, гомофобні ідеали є звичайним явищем і стали характерними для людей на воєнних посадах. Також простежується інституціоналізація гегемонних маскулінностей у конкретних організаціях та їх роль у прийнятті організаційних рішень. Це може бути пов'язане з наявністю «скляної стелі» для жінок та гендерним розривом у оплаті праці..
Конструкт «крутого хлопця» сприяє небажанню визнавати своє незнання, допускати помилки або просити допомоги, що може підірвати культуру безпеки та продуктивність, втручаючись у обмін корисною інформацією.

### Війна, міжнародні відносини та армія
Війна та армія — це те, що підтримує не тільки гегемонну маскулінність, а й «перевагу» маскулінності як такої. Армія є обов'язком кожного чоловіка, проте у жінок обов'язковий призов відсутній. Можна сказати, що тіло чоловіка належить не йому, а державі, оскільки чоловіки не мають вибору, йти воювати чи ні, так як тіло жінки належить державі за рахунок репродуктивного тиску народжувати та виховувати дітей. У статті 6 Закону України зазначено, що обов'язкова строкова служба чоловіків не вважається дискримінацією за ознакою статі.
Можна сказати, що армія є переважно гомогенною інституцією, а присутність жінок на певних армійських посадах є виключенням з «прихованих правил». Це підкріплює існуюча думка про те, що жінки — це ті, хто дають життя, а чоловіки — ті, хто його забирають.
Армія є шляхом до війни, а участь у війні є підтвердженням відваги та сили, що приписуються виключно чоловікам. В результаті, чоловіки можуть вважатися чоловіками, тільки якщо вони готові вступити у війну, тим самим виражаючи свою «природну схильність до агресії».
Особливо це проявляється, якщо війна або революція, де потрібні сила та відвага, є проявами націоналізму. «Так, „справжніми акторами“ націоналістичної боротьби є чоловіки, які захищають свою свободу, честь, батьківщину та свою жінку», Ця цитата показує не тільки те, якими є «справжні чоловіки-націоналісти», а й положення жінки у націоналістичній боротьбі, вона виступає як слабка жертва, діва у біді, що потребує захисту з боку сильного чоловіка. Український Євромайдан є прикладом поляризації чоловіків та жінок та проявом маскулінності. Наприклад, зі сцени лунали такі звернення, як «козаки». Проте, як відомо, козаки були виключно чоловіками, а значення жінки у козацтві було мінімальним та символічним. На Євромайдані вимальовувалися чіткі стереотипи фемінності і маскулінності, а також чітко вираженим був гендерований розподіл праці, де переважно жінки готували їжу на польовій кухні, а чоловіки будували барикади та стояли на варті.
Оскільки армія та проходження війни є предметами гордості для багатьох чоловіків, статус «інваліда війни» також є гегемонною маскулінністю.
Також, оскільки міжнародна сфера складається переважно з чоловіків, вона є одним з факторів відтворення маскулінності